# Gheorghe Cuibuș
Gheorghe Cuibuș (n. 1894, Voivozi – d. 1969, Voivozi) a fost un delegat în Marea Adunare Națională de la Alba Iulia, organismul legislativ reprezentativ al „tuturor românilor din Transilvania, Banat și Țara Ungurească”, cel care a adoptat hotărârea privind Unirea Transilvaniei cu România, la 1 decembrie 1918.

## Biografie
Gheorghe Cuibuș, s-a născut în 1894 în comuna Voivozi jud.Bihor.A fost agricultor și lucrător C.F.R. A decedat în 1969 în comuna Voivozi.

## Activitatea politică
Ca delegat al cercului Săcuieni a luat parte la Marea Adunarea Națională de la Alba Iulia.